# Forcipomyia johannseni
Forcipomyia johannseni is een muggensoort uit de familie van de knutten (Ceratopogonidae). De wetenschappelijke naam van de soort is voor het eerst geldig gepubliceerd in 1935 door Thomsen.